# Caffrowithius planicola
Espèce
Caffrowithius planicola est une espèce de pseudoscorpions de la famille des Chernetidae.

## Distribution
Cette espèce est endémique du Kenya. Elle se rencontre vers le lac Naivasha.

## Description
Caffrowithius planicola mesure de 1,8 à 2,4 mm.

## Publication originale
- Mahnert, 1982 : Die Pseudoskorpione (Arachnida) Kenyas V. Chernetidae. Revue Suisse de Zoologie, vol. 89, no 3/4, p. 691-712 (texte intégral).